# Alphonse Wauters

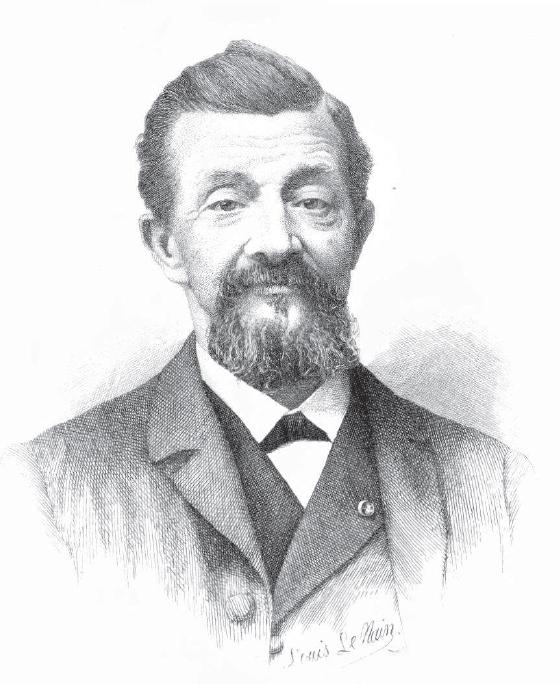
Alphonse Wauters

Alphonse Guillaume Ghislain Wauters (* 13. April 1817 in Brüssel; † 1. Mai 1898 ebenda) war ein belgischer Archivar und Historiker.

## Leben
Alphonse Wauters trat zuerst 1834 in das Établissement géographique de Bruxelles des belgischen Geographen und Kartographen Philippe Vandermaelen ein und veröffentlichte hier 1840 seinen Atlas pittoresque des chemins de fer de la Belgique. Im April 1842 wurde er Archivar der Stadt Brüssel, in deren Auftrag er von 1861 bis 1892 öffentliche Geschichtsvorlesungen hielt, und bekam 1892 den Titel eines Honorarprofessors verliehen. Neben seinen eigenen Werken veröffentlichte er auch Beiträge historischen, geographischen und kunstgeschichtlichen Inhalts in den Publikationen der Académie royale des Sciences, des Lettres et des Beaux-Arts de Belgique, deren korrespondierendes Mitglied er seit 1860 und ordentliches Mitglied seit 1868 war. Nach dem Tod von Louis Prosper Gachard wurde er im Januar 1886 Sekretär und Schatzmeister der Akademie. Er verfasste auch Artikel für die Biographie Nationale de Belgique. Am 1. Mai 1898 starb Wauters, der zum Ritter des Leopoldsorden ernannt worden war, im Alter von 81 Jahren in Brüssel.
Der Wauters Point, das Nordkap von Two Hummock Island im Palmer-Archipel in der Antarktis, trägt seinen Namen.

## Werke (Auswahl)
- Histoire civile, politique et monumentale de la ville de Bruxelles, verfasst zusammen mit Alexandre Henne, 3 Bde., Brüssel 1843–45
- Les Délices de la Belgique, ou Description historique, pittoresque et monumentale de ce royaume, Brüssel and Leipzig 1844
- Notice historique sur la ville de Vilvorde, son ancien château, ses institutions civiles et religieuses, ouvrage composé d’après des documents pour la plupart inédits, Brüssel 1853
- Histoire des environs de Bruxelles, ou description historique des localités qui formaient autrefois l’ammanie de cette ville, 10 Bde., Brüssel 1850–57
- La Belgique ancienne et moderne. Géographie et histoire des communes belges, verfasst zusammen mit Jules Tarlier, 4 Bde., 1859–87
- Le Duc Jean Ier et le Brabant sous le règne de ce prince (1267-1294), Brüssel and Lüttich 1862 (preisgekrönt)
- Table chronologique des chartes et diplômes imprimés concernant l’histoire de la Belgique, 10 Bde., Brüssel 1866–1907, teilweise postum hrsg. von Stanislas Bormans
- De l’Origine et des premiers développements des libertés communales en Belgique, dans le Nord de la France, etc., Brüssel 1869
- Hugues Van der Goes, sa vie et ses œuvres, 1872
- Henry III, duc de Brabant, Brüssel 1875
- Un poète du dix-neuvième siècle, Adolphe Mathieu, notice biographique, Brüssel 1880
- Documents concernant le canal de Bruxelles à Willebroeck, précédés d’une introduction contenant un résumé de l'histoire de ce canal, Brüssel 1882
- Liste par ordre chronologique des magistrats communaux de Bruxelles depuis 1794 jusqu’en 1883, Brüssel 1884
- Inventaire des cartulaires et autres registres faisant partie des archives anciennes de la ville de Bruxelles, 2 Bde., Brüssel 1888–94
- Bernard van Orley, Paris 1893
- Le Palais de la ville de Bruxelles à l’Exposition universelle de 1897, verfasst zusammen mit Camille Lemonnier, Brüssel 1897
- Quelques mots sur André Vésale, ses ascendants, sa famille et sa demeure à Bruxelles, Brüssel 1898